# 9000 Hal
9000 Hal è un asteroide della fascia principale. Scoperto nel 1981, presenta un'orbita caratterizzata da un semiasse maggiore pari a 2,2299246 UA e da un'eccentricità di 0,2083642, inclinata di 6,26262° rispetto all'eclittica.
Il nome Hal è un omaggio all'elaboratore HAL 9000 del film 2001: Odissea nello spazio.